# Dactylochelifer intermedius
Dactylochelifer intermedius är en spindeldjursart som beskrevs av Vladimir V. Redikorzev 1949. Dactylochelifer intermedius ingår i släktet Dactylochelifer och familjen tvåögonklokrypare. Inga underarter finns listade i Catalogue of Life.